# 350

## Догађаји

### Јануар
- 18. јануар — Магненције проглашен за римског цара

### Март
- 1. март — Ветранион проглашен за римског цара

### Јун
- 3. јун — Непотијан, Константинов сестрић, подигао је у Риму неуспешну узурпацију против владара западног дела Римског царства Магненција.

### Децембар
- Википедија:Непознат датум — Готи под Херманариком успоставили краљевину у источној европи
- Википедија:Непознат датум — Кирил Јерусалимски постаје патријарх Јерусалима

## Рођења
- Википедија:Непознат датум — Јероним Стридонски
- Википедија:Непознат датум — Теодор Мопсуестијски

## Смрти
- Википедија:Непознат датум — фебруар - Констанс I
- 30. јун — Непоцијан
- Зотик Сиропитатељ - свети мученик

### Децембар
- Википедија:Непознат датум — Ш’ Ђијен, кинески цар
- Википедија:Непознат датум — Синклитикија Александријска
- Википедија:Непознат датум — Јаков Нисибијски
- Википедија:Непознат датум — Максим, патријарх Јерусалима